# Helen Kayser
Helen Kayser (...) è un'ex tennista australiana.

## Carriera
Nei tornei del Grande Slam ha ottenuto il suo miglior risultato raggiungendo i quarti di finale di doppio agli Australian Open nel 1971, in coppia con la connazionale Barbara Hawcroft.